# Thomas Beall Davis
Thomas Beall Davis (* 25. April 1828 in Baltimore, Maryland; † 26. November 1911 in Keyser, West Virginia) war ein US-amerikanischer Politiker. Zwischen 1905 und 1907 vertrat er den zweiten Wahlbezirk des Bundesstaates West Virginia im US-Repräsentantenhaus.

## Werdegang
Thomas Davis besuchte die öffentlichen Schulen im Howard County in Maryland. Im Jahr 1854 zog er nach Piedmont, das damals noch zu Virginia gehörte und später an den 1863 gegründeten Staat West Virginia fiel. In dieser Stadt arbeitete Davis für die Eisenbahngesellschaft Baltimore and Ohio Railroad. Einige Jahre später zog er nach Keyser. Dort war er im Handel, im Holzgeschäft, im Bergbau, im Bankwesen und im Eisenbahngewerbe tätig.
Davis war Mitglied der Demokratischen Partei. Zwischen 1876 und 1907 gehörte er dem Vorstand seiner Partei in West Virginia an. Von 1898 bis 1900 saß er im Abgeordnetenhaus von West Virginia. Nach dem Rücktritt des Kongressabgeordneten Alston G. Dayton wurde Davis im zweiten Distrikt von West Virginia als dessen Nachfolger in das US-Repräsentantenhaus in Washington, D.C. gewählt. Dieses Mandat trat er am 6. Juni 1905 an. Im Kongress beendete er bis zum 3. März 1907 die angebrochene Legislaturperiode seines Vorgängers. Bei den regulären Kongresswahlen des Jahres 1906 verzichtete er auf eine erneute Kandidatur.
Nach dem Ende seiner Zeit im Kongress widmete sich Davis wieder seinen privaten Geschäften, wozu neben dem Kohlenbergbau inzwischen auch die Landwirtschaft gehörte. Er starb am 26. November 1911 in Keyser und wurde in Elkins (West Virginia) beigesetzt. Sein älterer Bruder Henry war von 1871 bis 1883 US-Senator für West Virginia und bei der Präsidentschaftswahl 1904 Kandidat der Demokraten für das Amt des Vizepräsidenten.